# Новошешминський район
Новошешминський район (рос. Новошешминский район, тат. Яңа Чишмә районы) — муніципальний район у складі Республіки Татарстан Російської Федерації.
Адміністративний центр — село Новошешминськ.

## Адміністративний устрій
До складу району входять 15 сільських поселень:
1. Азеєвське сільське поселення, центр — село Азеєво;
2. Акбуринське сільське поселення, центр — село Акбуре;
3. Архангельське сільське поселення, центр — село Слобода Архангельська;
4. Буревістниковське сільське поселення, центр — село Слобода Вовча;
5. Єкатерининське сільське поселення, центр — село Слобода Єкатерининська;
6. Зіреклинське сільське поселення, центр — село Єрикли;
7. Краснооктябрське сільське поселення(інші мови), центр — селище радгоспа Красний Октябрь;
8. Ленінське сільське поселення, центр — село Леніно;
9. Новошешминське сільське поселення, центр — село Новошешминськ;
10. Петропавловське сільське поселення, центр — село Слобода Петропавловська;
11. Тубилгитауське сільське поселення, центр — село Тубилги Тау;
12. Утяшкінське сільське поселення, центр — село Татарське Утяшкіно;
13. Чебоксарське сільське поселення, центр — село Чуваська Чебоксарка;
14. Черемуховське сільське поселення, центр — село Слобода Черемухова;
15. Шахмайкінське сільське поселення, центр — село Шахмайкіно.